# سلالة صدأ الساق الأسود Ug99

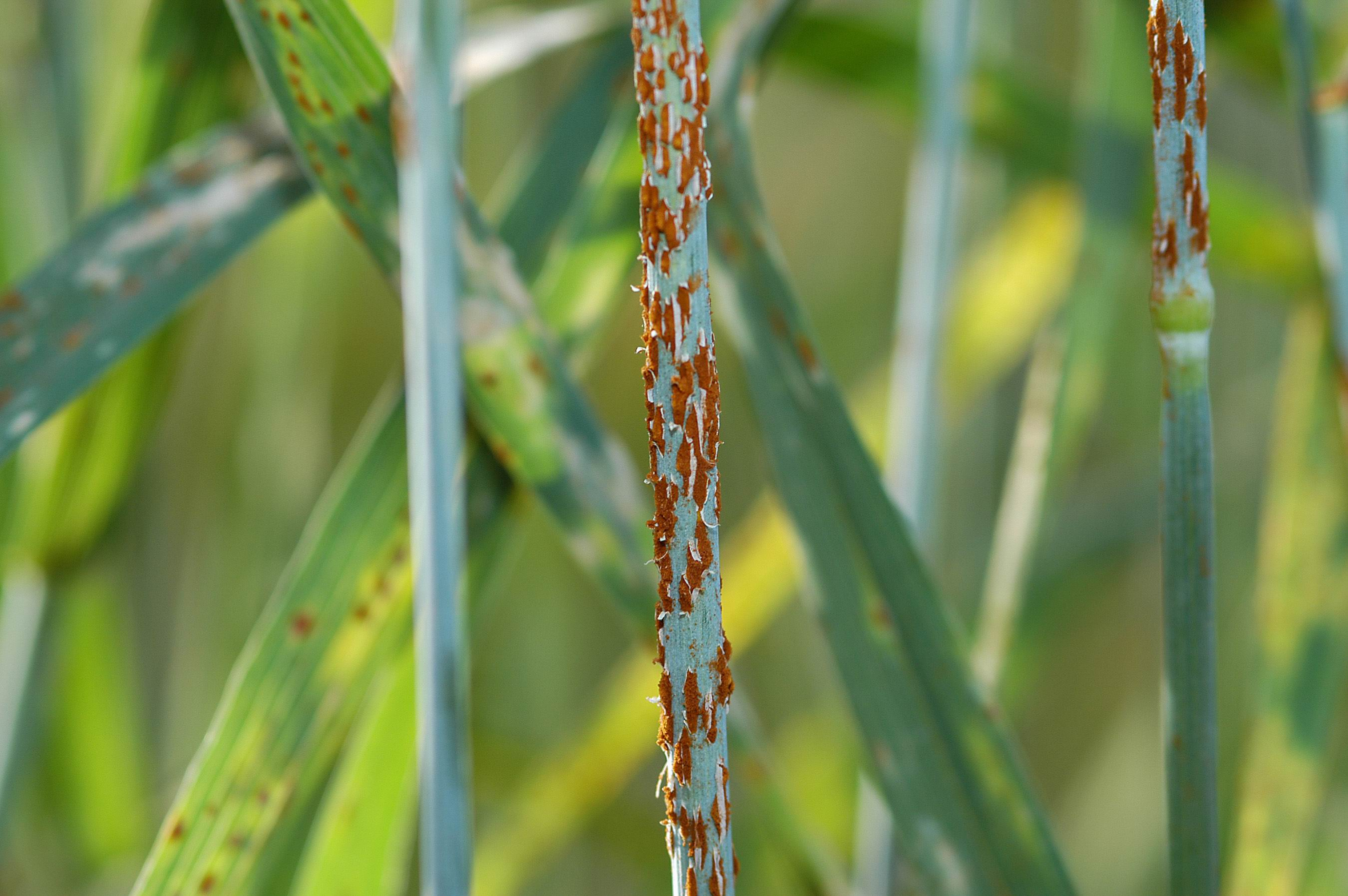

سلالة صدأ الساق الأسود Ug99 أو أوغندا 99 سلالة من فطر (باللاتينية: Puccinia graminis tritici) المسبب لصدأ الساق في القمح. اكتسبت اسمها من مكان وتاريخ ظهورها لأول مرة. تمكنت هذه السلالة من التغلب على مقاومة الأصناف والتي طورت خلال الثورة الخضراء في ستينيات القرن العشرين، فأصبحت قادرة على إصابة معظم أصناف القمح وبخاصة القمح الطري. انتشرت هذه السلالة عام 2007 في السودان واليمن ثم اكتشفت في إيران، ووصلت عام 2010 إلى سورية حيث أدت إلى خسائر جسيمة في المحصول وصلت إلى حدود 100% في كثير من المناطق الشمالية.، وكانت نسبة انخفاض المحصول على مستوى القطر بواقع 22% أي ما يعادل مليون طن من أصل 4.5 مليون طن كانت متوقعة.

## أعراض الإصابة والأضرار
يصيب هذا النوع من الصدأ سنبلة القمح، الأمر الذي يؤدي إلى فقدان المحصول بأكمله على عكس صدأ الساق الذي يصيب المحصول بشكل جزئي.